# Espoilerón

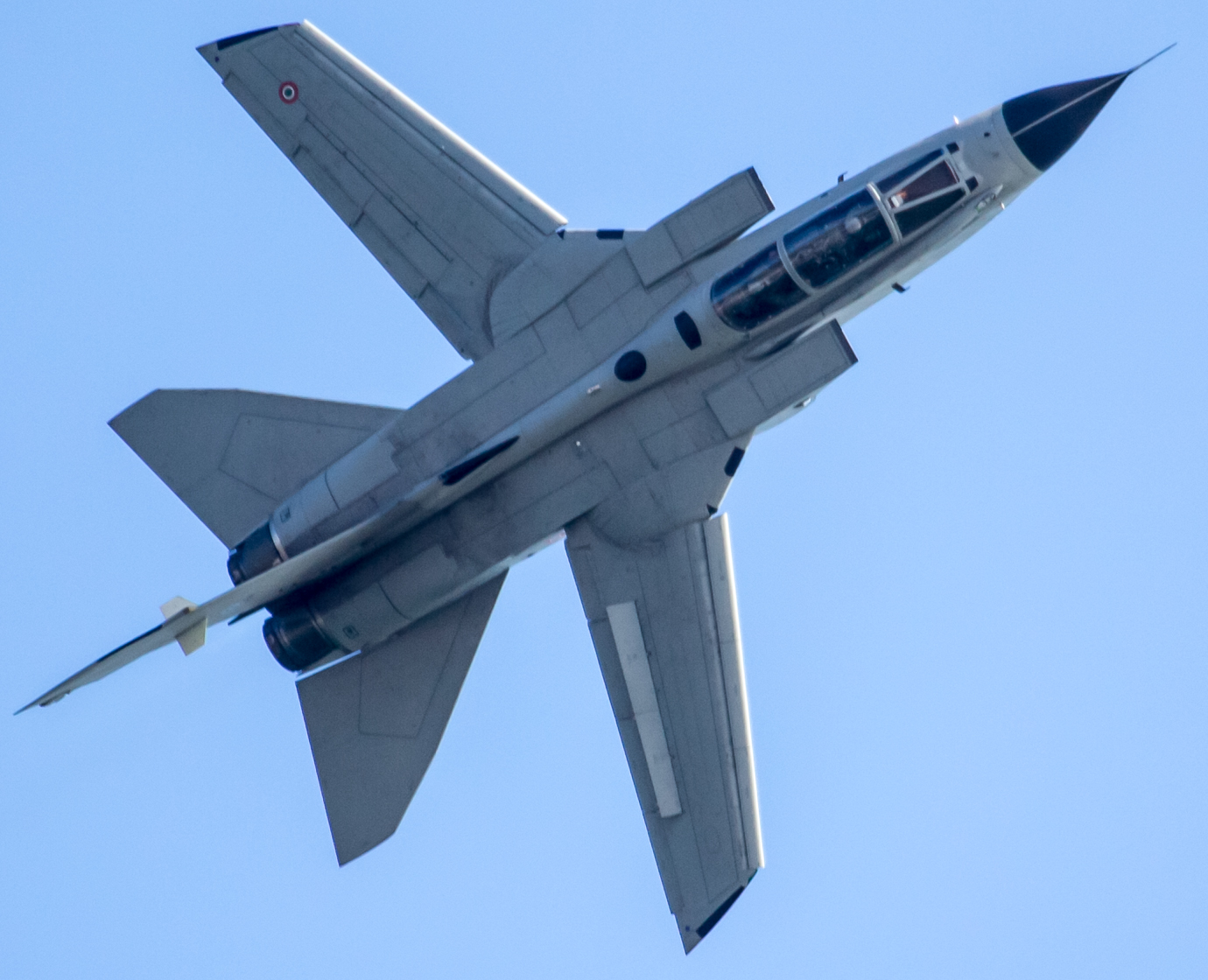
Avión Tornado de la Fuerza Aérea Italiana con un spoileron desplegado.

En aeronáutica, los espoilerones (también conocidos como alerones espoiler o espoiler de balanceo) son espoilers que pueden utilizarse de forma asimétrica como superficies de control de vuelo para proporcionar control de balanceo.

## Funcionamiento
Los spoilerones inclinan un avión al reducir la elevación del ala que se dirige hacia abajo. A diferencia de los alerones, los spoilerons no aumentan la sustentación ni la resistencia de la ala ascendente. Un spoileron elevado aumenta la resistencia en el ala descendente donde se despliega, lo que provoca que la aeronave gire en la dirección del giro. Los spoilerones pueden utilizarse para ayudar a los alerones o para sustituirlos por completo, como en el B-52G, que requería un segmento de spoiler adicional en lugar de los alerones presentes en otros modelos B-52. 

## Finalidad
Los espoilerones no provocan guiñada adversa, a diferencia de los alerones.
Se utilizan en situaciones en las que la acción de los alerones produciría una torsión excesiva en un ala muy flexible o si los flaps de gran envergadura impiden un control adecuado del aleteo. 
También pueden utilizarse como espoilers.
El Mitsubishi MU-2 tiene flaps de doble ranura que ocupan toda la longitud del ala, para lograr un buen rendimiento STOL. Esto no deja espacio para los alerones, por lo que se utilizan espoilerones en su lugar.
Los espoilerones se pueden utilizar durante una pérdida, mientras que los alerones no deben utilizarse en una pérdida porque tendrían el efecto contrario al deseado.

## Desventajas
Los espoilerones reducen la sustentación lo que aumenta el consumo de combustible. La reducción de la sustentación puede ser un problema en una situación en la que uno de los motores no funcionase.

## Ejemplos

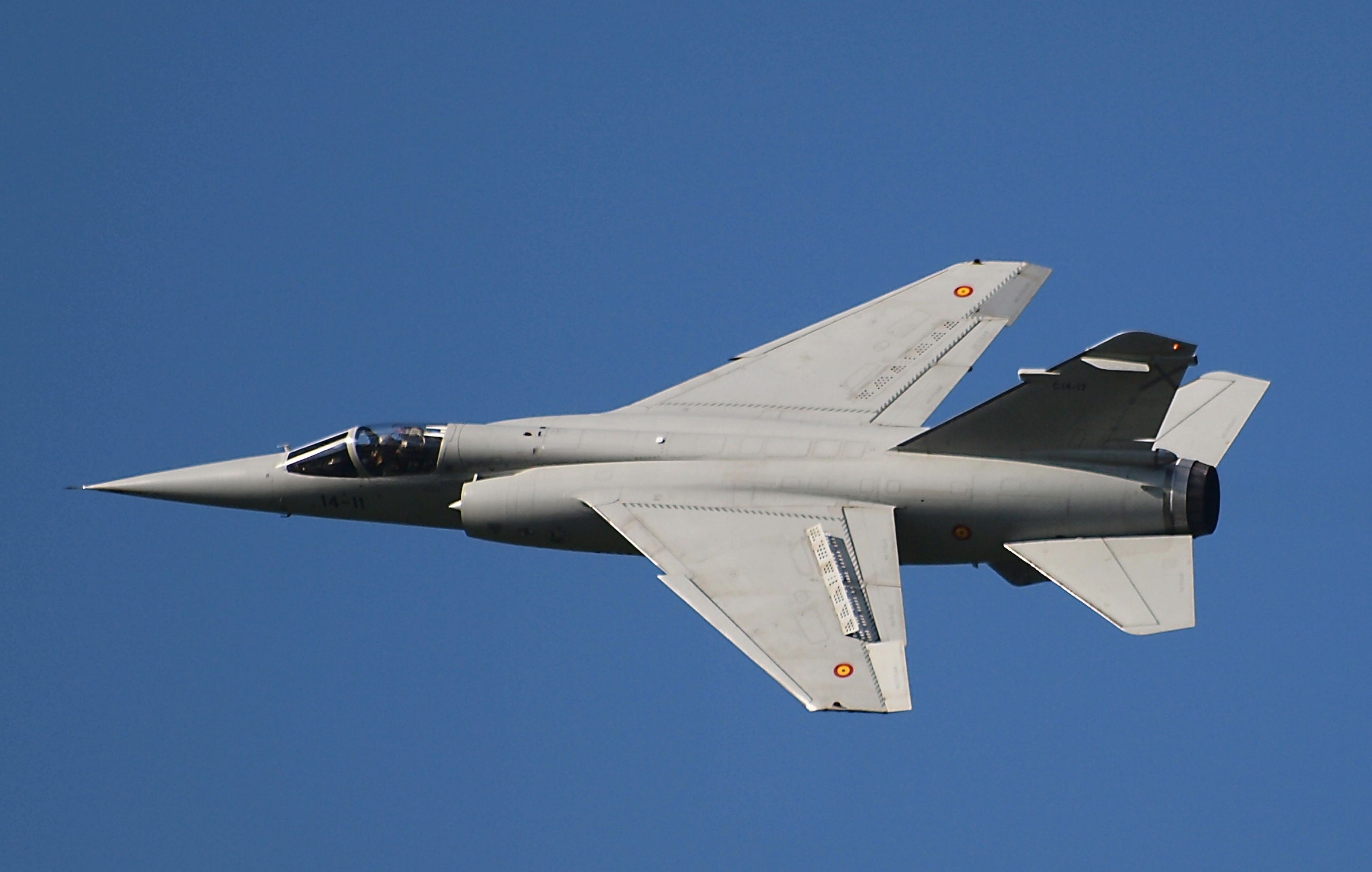
Dassault Mirage F1 con espoileron desplegado

Uno de los primeros usos de los espoilers para aumentar los alerones pequeños, conocidos como «alerones guía», fue en el caza nocturno Northrop P-61 Black Widow. Los espoilers permitían flaps de mayor envergadura para una velocidad de aterrizaje más baja.
El B-52 Stratofortress también tenía alerones que aumentaban los pequeños alerones, conocidos como «alerones sensoriales». Estos alerones proporcionaban fuerzas de control al piloto. El B-52G no tiene alerones. Los espoilers, situados en el interior y delante del borde de salida, se utilizan para el control lateral a altas velocidades con el fin de evitar una torsión excesiva del ala.
La familia de aviones ejecutivos Mitsubishi Diamond Jet, Beechjet y Hawker 400 incorporan espoilerones de longitud completa que también funcionan como espoilers de velocidad durante el vuelo y el aterrizaje.
Otro avión con flaps de doble ranura en toda su longitud fue el Wren 460. Para acompañar las grandes deflexiones de los alerones a bajas velocidades Tenía un conjunto de cinco placas de arrastre en forma de pluma delante de cada alerón para superar el giro adverso del alerón y disminuir la sustentación en el ala baja.
La línea de aviones de pasajeros de Boeing cuenta con espoilers de vuelo que pueden actuar como espoilers de balanceo. Se activan automáticamente cuando el volante de control se desplaza más de 10 grados.
Los Tupolev Tu-154 tienen espoilers de acción rápida. Estos actúan también como spoilerones que ayudan a los alerones cuando el piloto ordena una alta velocidad de balanceo. Se pueden observar en funcionamiento cuando el piloto lucha contra ráfagas de viento cruzado durante el aterrizaje.